# Magistrala węglowa

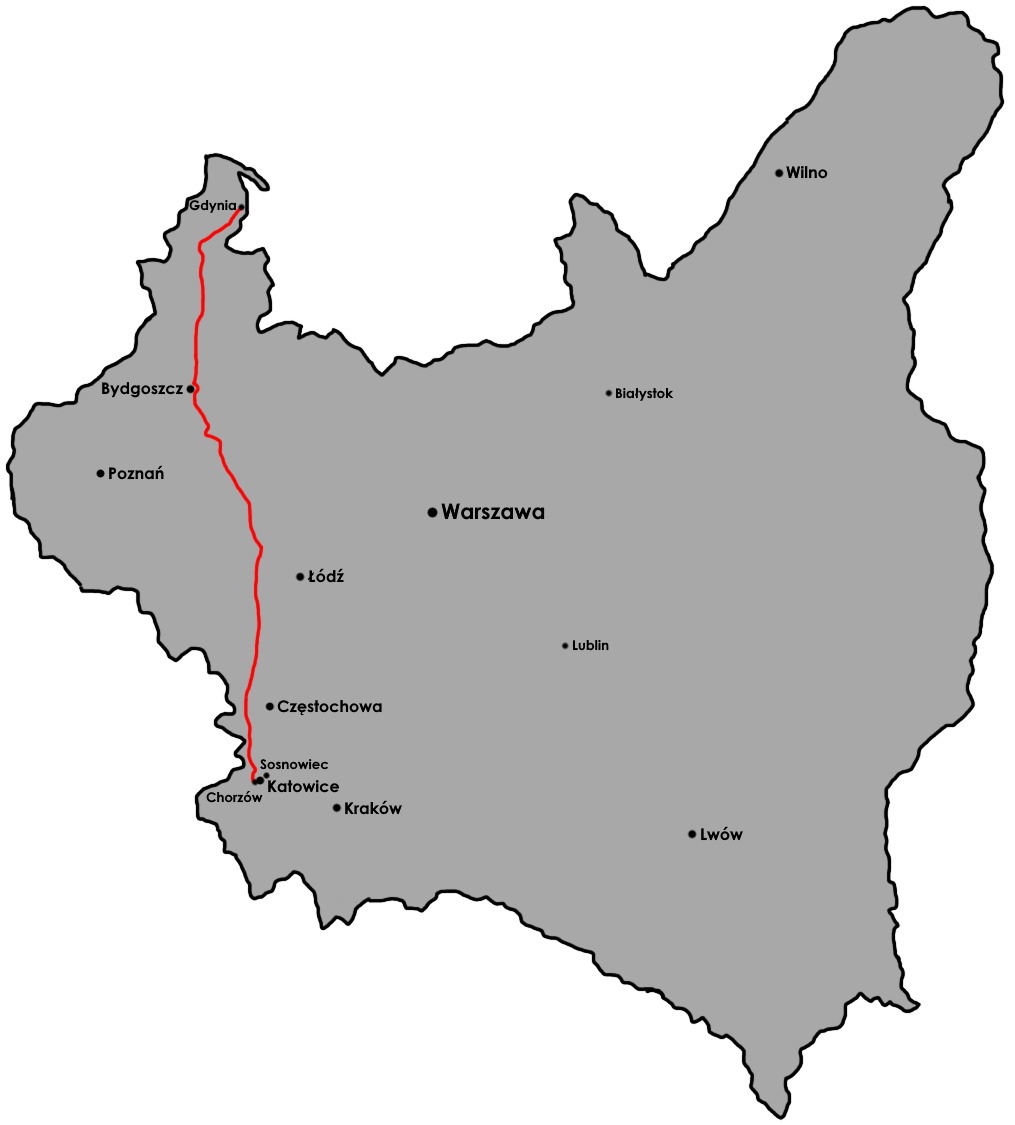
Mapa przedstawiająca trasę magistrali węglowej na tle granic II RP.

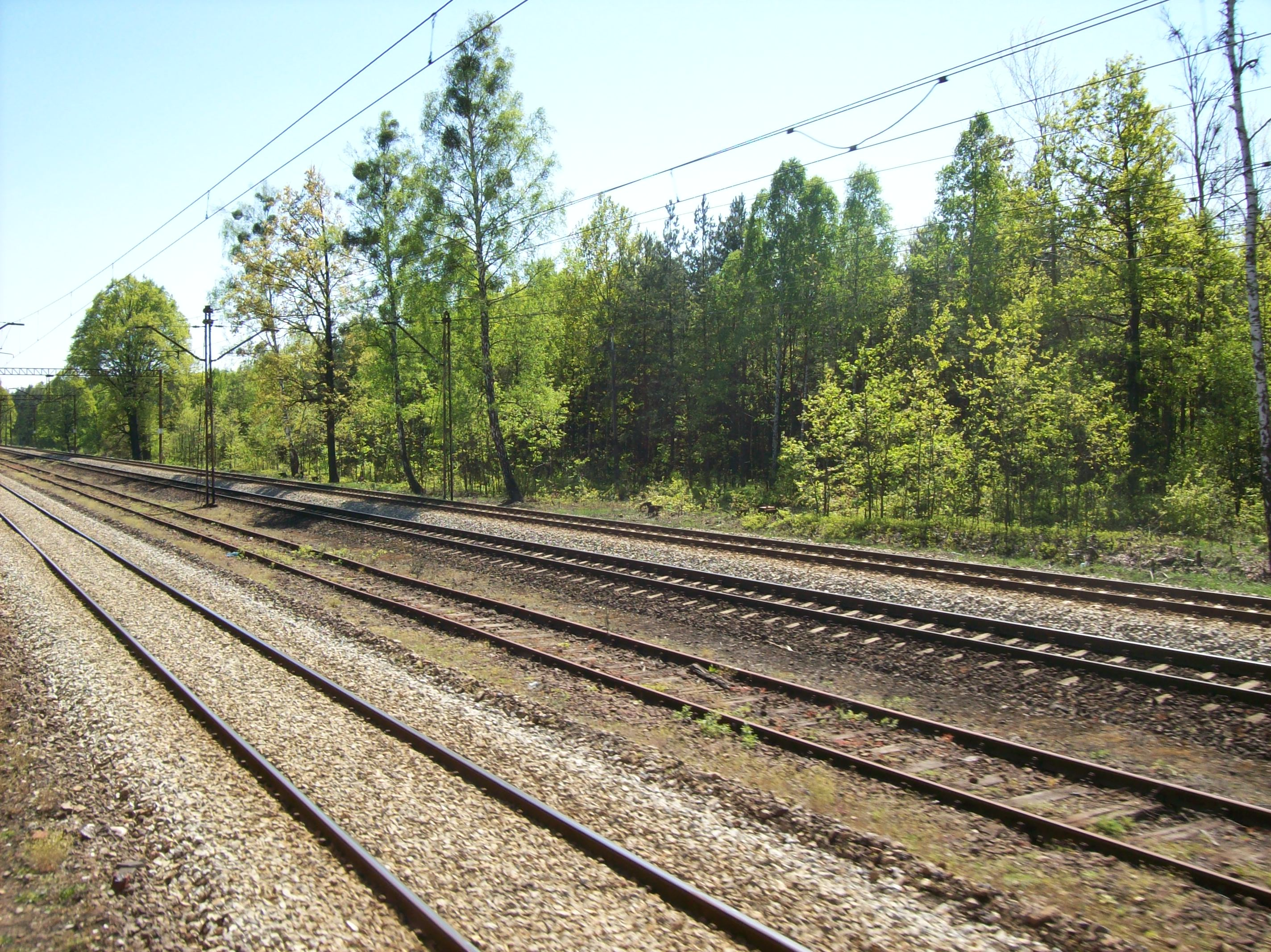
Magistrala węglowa (linia kolejowa nr 131) w okolicy węzła kolejowego Herby Nowe

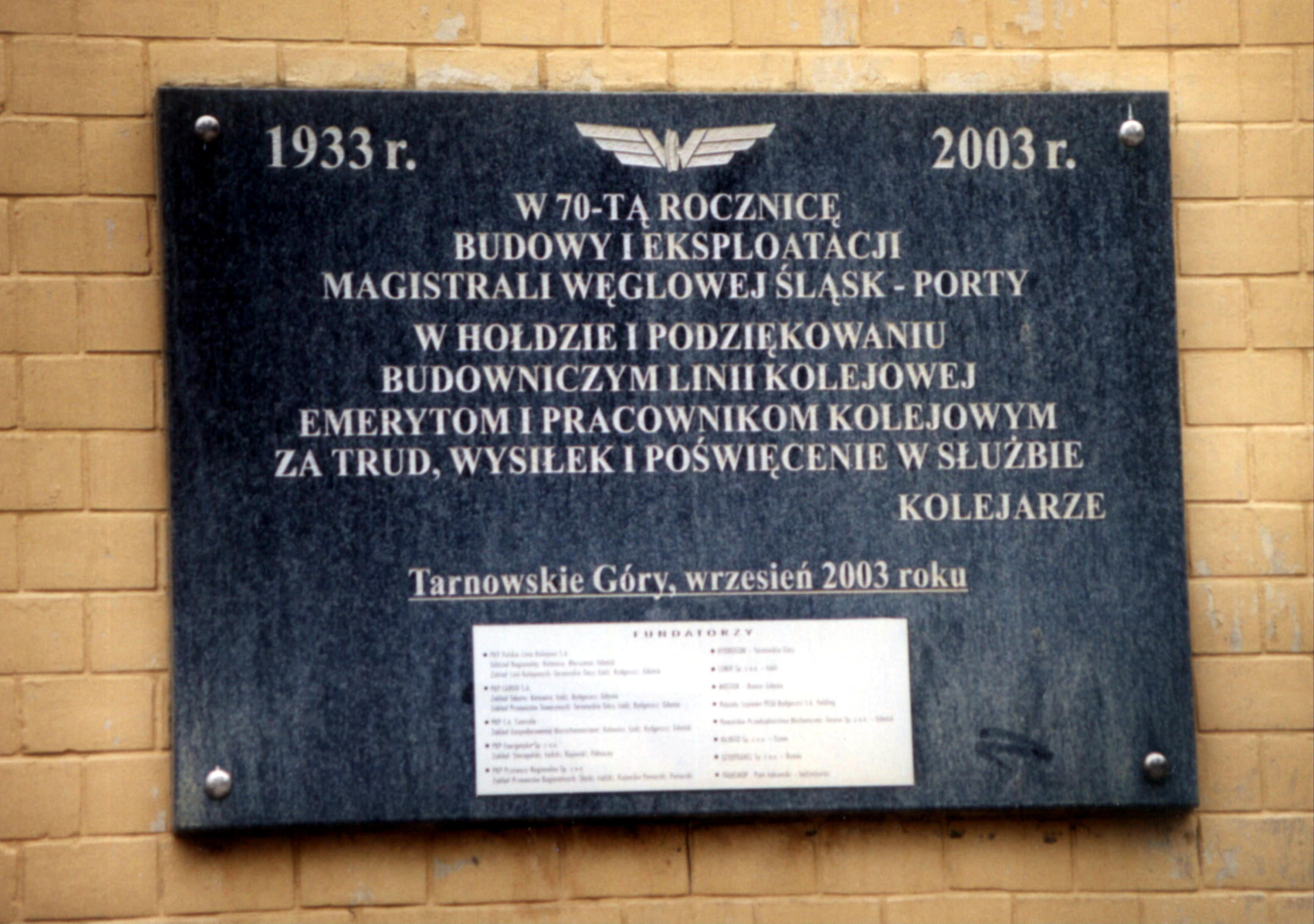
Tablica upamiętniająca 70-lecie budowy magistrali węglowej na budynku dworca PKP w Tarnowskich Górach

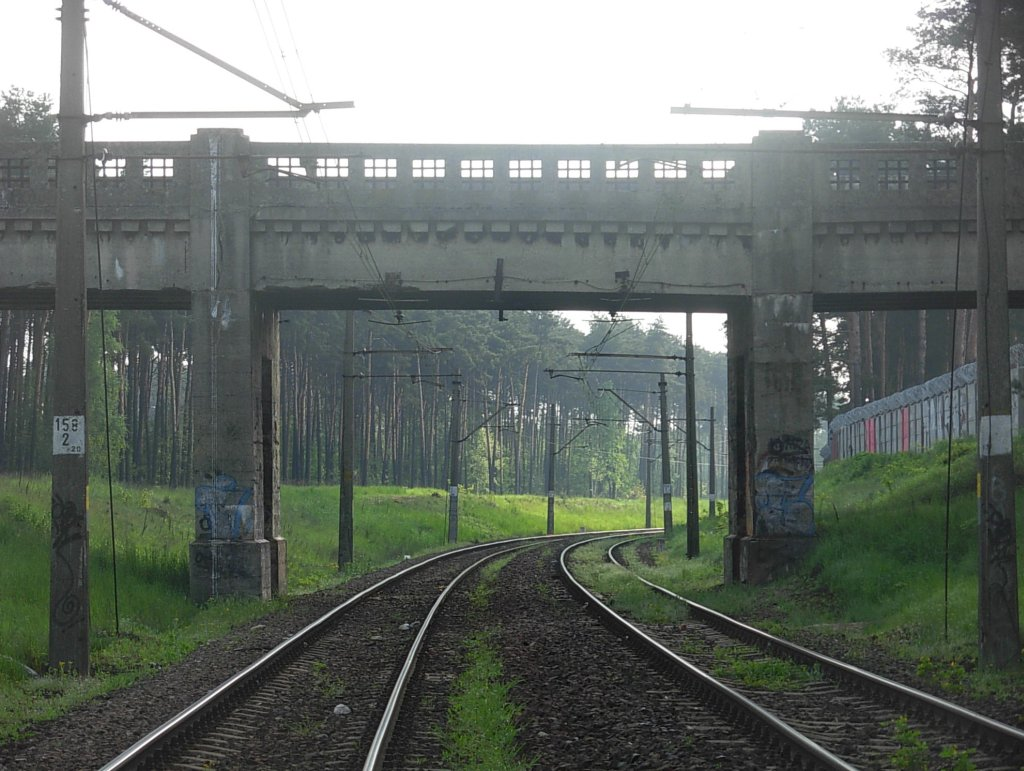
Wiadukt nad magistralą węglową w okolicy Bydgoszczy

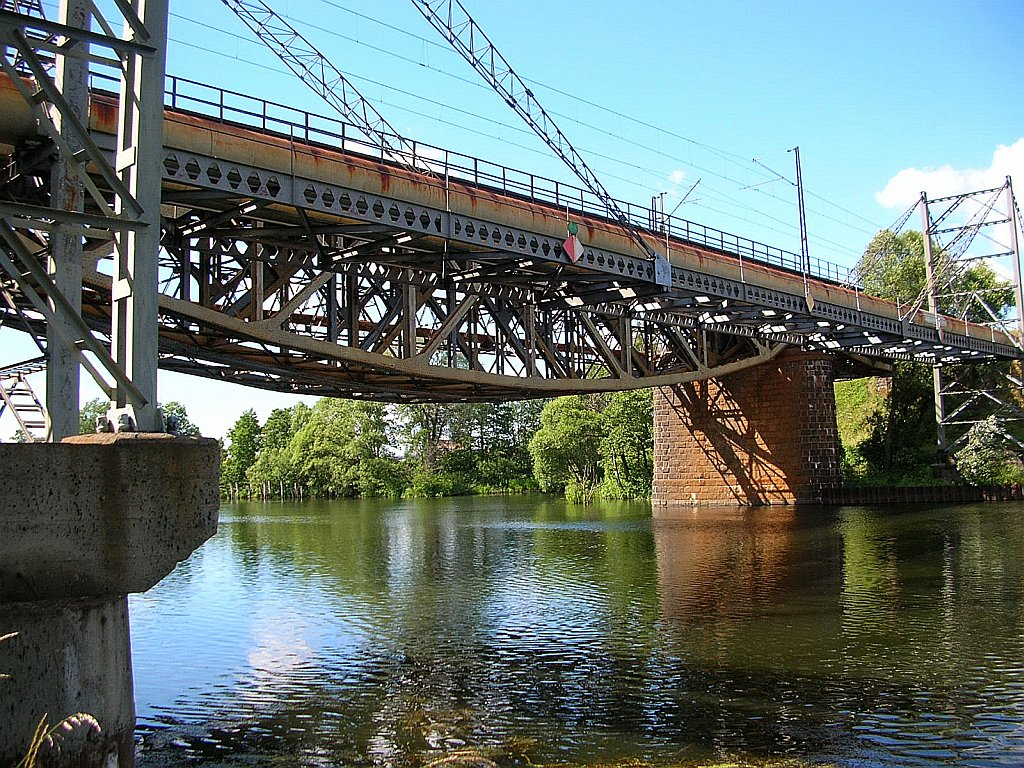
Most kolejowy nad Brdą w Bydgoszczy wybudowany w 1930 roku w ciągu magistrali węglowej

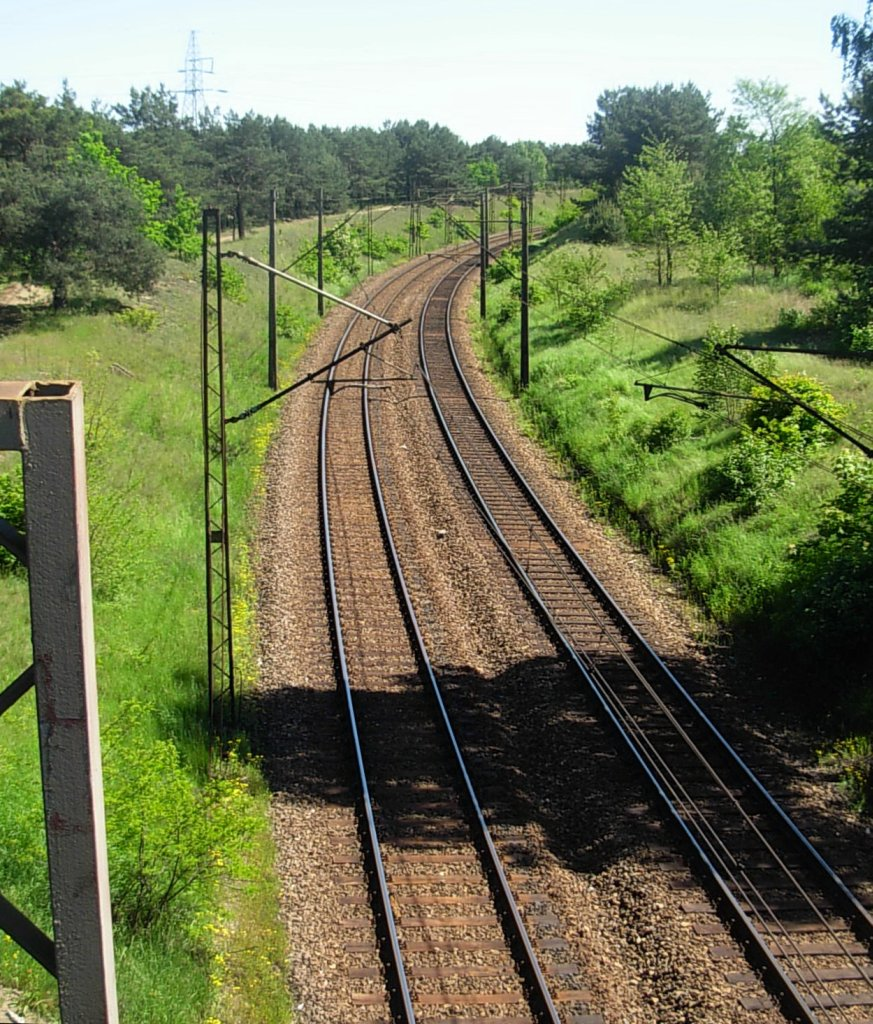
Obwodnica w ciągu magistrali węglowej Nowa Wieś Wielka – Bydgoszcz Wschód – Rynkowo – Maksymilianowo

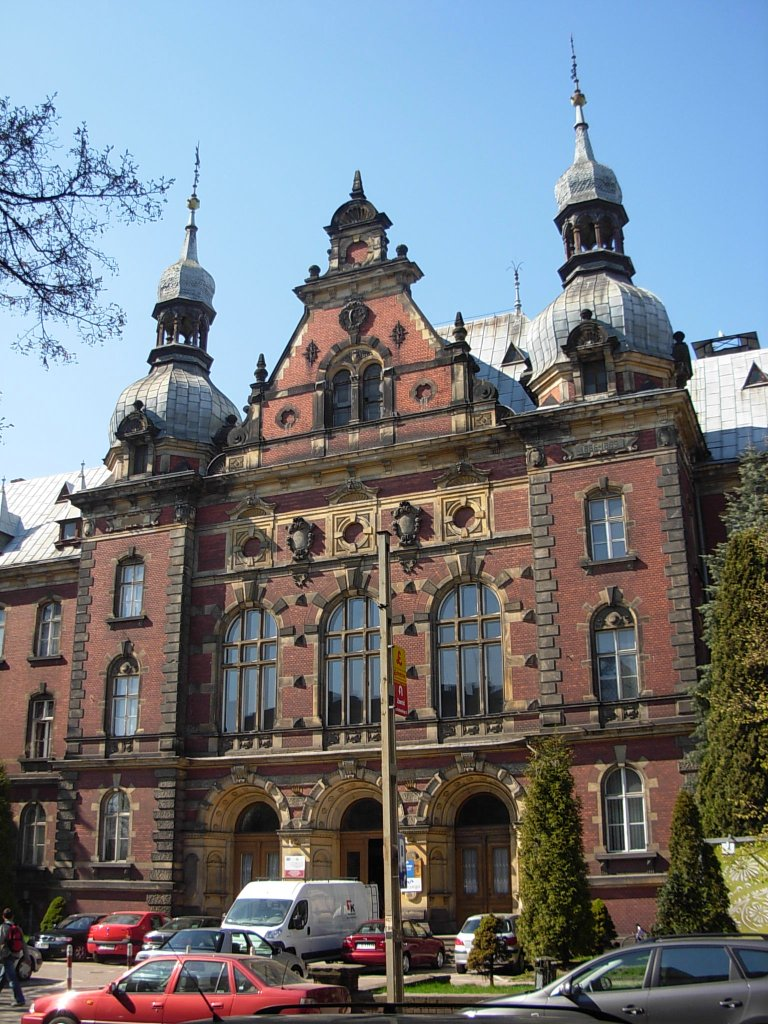
Budynek Dyrekcji Kolei w Bydgoszczy, gdzie od 1936 r. mieścił się Zarząd Kolei Herby-Gdynia, niezależny od struktur okręgowych PKP

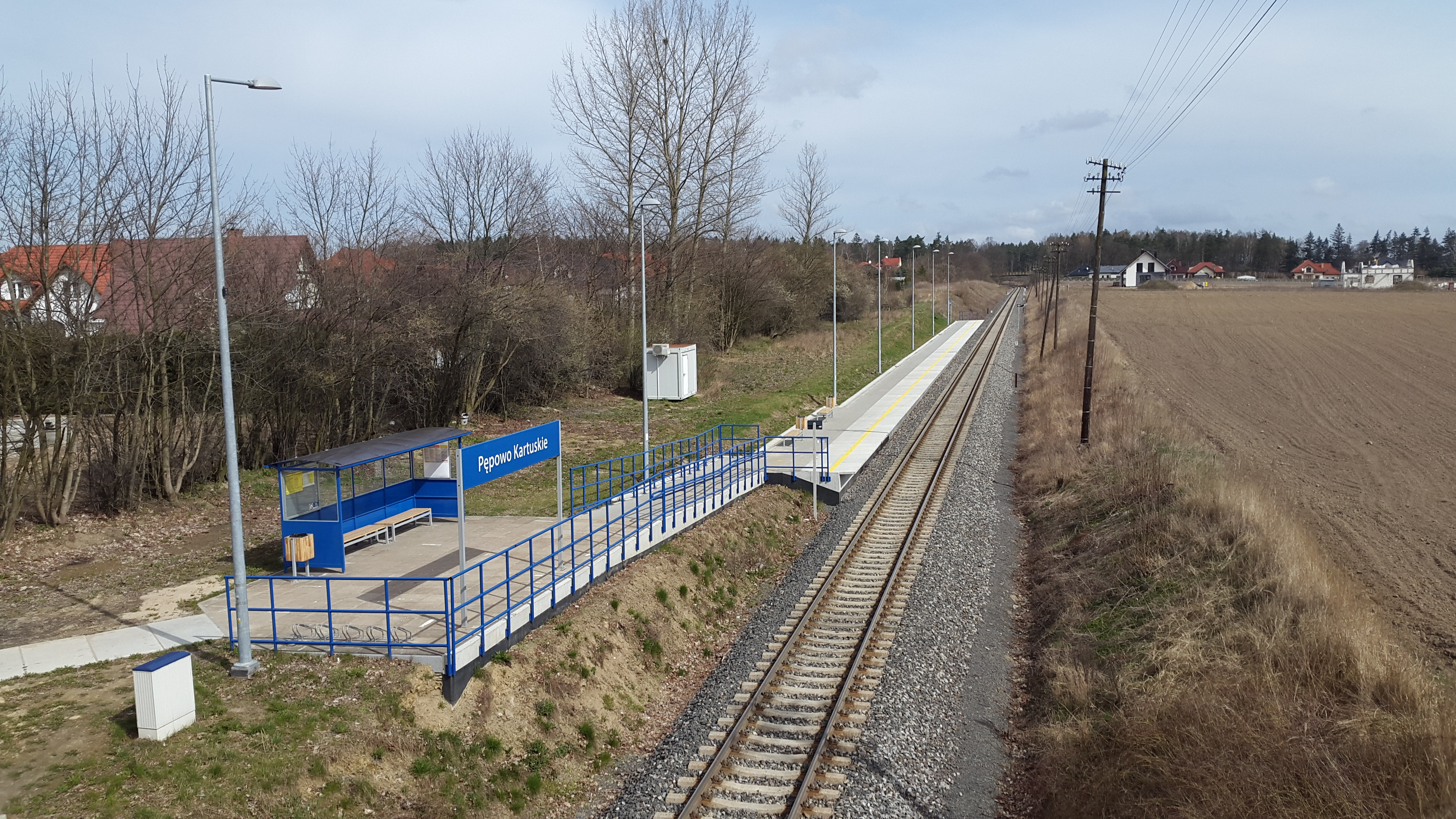
Przystanek Pępowo Kartuskie obsługiwany m.in. przez Pomorską Kolej Metropolitalną

Magistrala węglowa (potocznie zwana Węglówką) – trasa kolejowa łącząca bezpośrednio zagłębie węglowe Górnego Śląska z Gdynią.
Zbudowana w latach 1926–1933, była największą i najnowocześniejszą inwestycją transportową II Rzeczypospolitej oraz przykładem polsko-francuskiej współpracy gospodarczej. Dzięki niej nastąpiło szybkie zespolenie Górnego Śląska i wnętrza kraju z wybrzeżem Bałtyku.

## Magistrala węglowa w okresie międzywojennym

### Historia

#### Pierwsze przedsięwzięcia służące usprawnieniu transportu polskiego węgla
Po odrodzeniu państwa polskiego w 1918 r. jednym z najważniejszych problemów do rozwiązania było zespolenie sieci kolejowej w jednolity system organizacyjny i transportowy. Sieć kolejowa przejęta w spadku po zaborcach była nierównomiernie rozwinięta i znacznie zróżnicowana pod względem wyposażenia technicznego. Stan sieci kolejowej w byłym zaborze pruskim nie wymagał większych prac, sytuacja na ziemiach byłych zaborów: austriackiego oraz rosyjskiego była trudniejsza. Niektóre istniejące linie kolejowe zmieniły swe znaczenie tranzytowe (część linii lokalnych została głównymi szlakami transportowymi). Z powodu zerwania powiązań rynku polskiego z Rosją handel zagraniczny Polski w coraz większym stopniu uzależniał się od Niemiec, a to wymagało przebudowy systemu transportu kolejowego.
Prace kolejowe według wcześnie opracowanego programu rozpoczęto w 1919 r. od rozbudowy węzła warszawskiego, a z chwilą przyłączenia w 1922 r. części Śląska do Polski, skoncentrowano się na budowie krótkich połączeń kolejowych na Górnym Śląsku, których celem było ominięcie odcinków kolei biegnących przez terytorium niemieckie. W 1920 r. stało się oczywiste, że jednym z najważniejszych zadań będzie powiązanie transportowe budującego się portu w Gdyni z zapleczem gospodarczym, gdyż nieprzychylne Polsce stanowisko Wolnego Miasta Gdańska nie dawało nadziei na wykorzystanie połączeń kolejowych istniejących na jego terenie.
Już w 1921 r., głównie z myślą o obsłudze transportów wojskowych, ukończono lokalną linię kolejową Gdynia – Kokoszki, o długości 26 km, omijającą Gdańsk. Z uwagi na trudne warunki terenowe, miała ona niekorzystne parametry techniczne (ostre łuki, duże nachylenia), co obniżało jej możliwości ruchowo-przewozowe. W latach 1920–1922 władze wojskowe zbudowały ponadto linię kolejową Swarzewo – Hel, o długości 44 km, którą następnie oddały do użytku publicznego.
Po wybuchu w 1925 roku polsko-niemieckiej wojny celnej i zamknięciu granicy niemieckiej dla eksportu polskiego węgla palącą dla Polskiej Konwencji Węglowej stała się potrzeba eksportu węgla (głównego produktu polskiego handlu zagranicznego) do krajów bałtyckich drogą morską przez porty polskiego obszaru celnego. W przeciwnym wypadku przemysłowi węglowemu groziła katastrofa.
Dotychczas transporty prowadzono dwiema trasami, przechodzącymi przez Gdańsk:
1. o długości 666 km z Katowic przez Częstochowę, Koluszki, Skierniewice, Kutno, Toruń, Bydgoszcz, Tczew, Gdańsk do Gdyni; usprawniły ją inwestycje poczynione w węźle łódzkim oraz wybudowanie linii Kutno – Zgierz;
2. o długości 567 km przez Lubliniec, „korytarz kluczborski” (należący do Niemiec), Ostrów Wielkopolski, Jarocin, Gniezno, Inowrocław, Bydgoszcz, Tczew, Gdańsk; transport na tej trasie utrudniały opłaty i przeszkody stawiane przez stronę niemiecką[2].

W 1927 r. po ukończeniu jednotorowego (z możliwością budowy drugiego toru, co zostało uwzględnione przy budowie torowiska, mostów, wiaduktów) odcinka linii kolejowej Kalety – Podzamcze o długości około 115 km, możliwe stało się ominięcie „korytarza kluczborskiego”. Nowo wybudowany odcinek umożliwił znaczne zwiększenie przewozu eksportowego węgla trasą Katowice – Kalety – Podzamcze – Ostrów Wielkopolski – Jarocin – Gniezno – Inowrocław – Bydgoszcz – Gdańsk – Gdynia. Była to jednak linia okrężna, o długości 597 km do Gdańska i 618 km do Gdyni. Odciążyła ona znacznie trasę przez Częstochowę, Koluszki, na której liczba pociągów węglowych dochodziła poprzednio do 40 na dobę.
Po poprawie w 1926 r. koniunktury na eksport polskiego węgla drogą morską, słabej przelotowości dróg kolejowych próbowano przeciwdziałać poprzez wykorzystanie do przeładunku węgla rzecznych portów wiślanych w Toruniu, Bydgoszczy, Świeciu i Tczewie. Jednakże celem perspektywicznym była budowa nowej magistrali węglowej Śląsk – Gdynia, łączącej te ośrodki możliwie najkrótszą trasą i zsynchronizowanie tej inwestycji z rozwojem portów morskich.
Już przy budowie odcinka Kalety – Podzamcze brano pod uwagę, że będzie on tworzył pierwsze ogniwo magistrali węglowej. Przewidywano, że stacja kolejowa Wieluń będzie stanowiła węzeł dla dalszej linii kolejowej, biegnącej w kierunku Inowrocławia wzdłuż lewego brzegu rzeki Warty. W grudniu 1924 r. na mocy zarządzenia Prezydenta RP została nadana koncesja na budowę i eksploatację kolei Kalety – Wieluń – Opatówek – Inowrocław (291 km) polsko-francuskiemu Towarzystwu Śląsko-Warszawsko-Bałtyckich Kolei. Jednakże z powodu niemożliwości sfinansowania inwestycji z kredytów, koncesja została unieważniona, a obowiązek budowy przejęło państwo.

#### Budowa magistrali węglowej
Opracowano nowy projekt, który przewidywał budowę od podstaw dwóch odcinków: południowego Herby Nowe – Karsznice – Inowrocław oraz północnego Bydgoszcz – Gdynia, połączonych istniejącą dwutorową linią, biegnącą z Inowrocławia do Bydgoszczy (46 km), zbudowaną w 1872 r. Odcinek południowy miał biec na wschód od rzeki Warty ze względów gospodarczych (skrócenie połączenia Łodzi z magistralą) i strategicznych (odsunięcie od granicy zachodniej).
Celem ominięcia węzła Bydgoszcz Główna, zaprojektowano obwodnicę od Nowej Wsi Wielkiej, przez stację Kapuściska Małe do stacji Maksymilianowo, która włączała się do linii Bydgoszcz – Tczew. Po wyjściu z Maksymilianowa, magistrala kierowała się na północ przez Wierzchucin, Bąk, Kościerzynę do Gdyni. Na trasie od Maksymilianowa do Kościerzyny biegła po terenie równinnym, dużymi odcinkami, możliwie prostymi, z niewielkimi tylko odchyleniami celem ominięcia jezior.
Największe trudności terenowe występowały na odcinku „kaszubskim” Kościerzyna – Gdynia (67 km). Możliwości planowania trasy były ograniczone ukształtowaniem terenu Pojezierza Kaszubskiego i bliskością granicy niemieckiej. Zdecydowano się ostatecznie na trasę, która biegła po wschodniej stronie zespołu Jezior Raduńskich, po terenie znacznie pofałdowanym. Wykorzystano również fragmenty istniejących linii kolejowych:
- odcinek Kościerzyna – Somonino (25 km), zbudowany w 1901 r., który był częścią linii Kościerzyna – Kartuzy,
- odcinek Osowa – Gdynia (16 km), stanowiący część zbudowanej w 1921 r. lokalnej linii kolejowej Kokoszki – Osowa – Gdynia.

Podstawę prawną rozpoczęcia budowy północnego odcinka magistrali stanowiła ustawa sejmowa z czerwca 1925 r. Z powodu trudności z pozyskaniem kredytów, konieczne było finansowanie z nadwyżek osiąganych z eksploatacji PKP. Według obliczeń z roku 1930 uruchomienie magistrali obniżyłoby koszt przewozu węgla o około 4.50 zł na tonie, co przy przewidywanym eksporcie 15 mln ton rocznie, przynosiłoby kopalniom ok. 70 mln zł.
Budowa magistrali prowadzona przez PKP przebiegała następująco:
1. 7 lutego 1928 r. wydano rozporządzenie Prezydenta RP, będące podstawą prawną dla rozpoczęcia budowy południowego odcinka magistrali, Herby Nowe – Inowrocław (255 km) (Dz.U. nr 16, poz. 123)[6];
2. w 1928 r. oddano do eksploatacji odcinek Bydgoszcz Wschód – Maksymilianowo oraz odcinek Bąk – Kościerzyna.
3. w 1930 r. zostały ukończone odcinki: Nowa Wieś Wielka – Bydgoszcz Wschód, Maksymilianowo – Bąk i Kościerzyna – Gdynia.
4. 8 i 9 listopada 1930 r. minister komunikacji, inż. Alfons Kühn, dokonał uroczystego otwarcia dwóch końcowych odcinków budowanej magistrali: Herby Nowe – Karsznice (99 km) i Maksymilianowo – Gdynia (171 km).

W końcu 1930 roku gotowa był północna część magistrali (234 km), łącząca Inowrocław z Gdynią. Nie został natomiast ukończony środkowy odcinek Karsznice – Inowrocław o długości 156 km; zaawansowanie prac na tym odcinku oceniano na około 47%. Pociągi z eksportowym węglem, idące ze Śląska, do czasu ukończenia środkowego odcinka, były kierowane drogą okrężną przez Łódź, Kutno, Toruń, Bydgoszcz lub Kalisz, Ostrów Wlkp., Jarocin i Gniezno.
Po zaistnieniu jesienią 1928 r. światowego kryzysu gospodarczego, pojawiły się trudności z ukończeniem inwestycji ze środków bieżących PKP. W tej sytuacji rząd polski rozpoczął pertraktacje we Francji, wykorzystując zaangażowanie kapitału francuskiego w różnych gałęziach gospodarki polskiej. Powiązania z Francją były istotnym elementem całokształtu stosunków gospodarczych Polski okresu międzywojennego. Ich podłożem były czynniki polityczne i gospodarcze, zdeterminowane wspólnym zagrożeniem ze strony Niemiec.
Pertraktacje między Ministerstwem Komunikacji i Ministerstwem Skarbu a grupą przemysłowców francuskich trwały aż 9 miesięcy i były bardzo trudne. W ich wyniku rząd polski oddał budowę środkowego odcinka magistrali specjalnie powołanemu do życia Francusko-Polskiemu Towarzystwu Kolejowemu (fr. Compagnie Franco-Polonaise de Chemins de Fer) z siedzibą w Paryżu. Udziałowcami byli: ze strony polskiej Bank Gospodarstwa Krajowego, a ze strony francuskiej Banque des Pays du Nord i koncern metalurgiczno-zbrojeniowy Schneider et Cie.
W wyniku umowy podpisanej 30 marca 1931 r. w Paryżu, spółka otrzymała koncesję na dokończenie budowy i eksploatacją magistrali Śląsk – Gdynia oraz jej odnogi Siemkowice – Częstochowa.
Linia koncesjonowana obejmowała odcinek Herby Nowe – Inowrocław oraz Nowa Wieś Wielka – Gdynia (w sumie 458 km). Spółka zobowiązała się zbudować brakującą część linii od stacji Karsznice do Inowrocławia, długości 156 km, 13 łącznic na stacjach węzłowych na ogólną długość 34 km oraz rozpocząć użytkowanie linii na całej jej długości od stycznia 1933 r. Odnoga magistrali węglowej Siemkowice – Częstochowa, o długości 55 km, miała ułatwić połączenie okręgów przemysłowych: częstochowskiego, dąbrowskiego i krakowskiego z Gdynią.
Prawo eksploatacji spółka otrzymała na okres 40 lat z możliwością wykupu przez rząd polski już po upływie 20 lat. Zastrzeżono w umowie, że kolej będzie budowana przy użyciu materiałów krajowych i zatrudnieniu polskich robotników. Kolej polska miała zagwarantowaną swobodę ruchu na magistrali, a Ministerstwo Komunikacji duże uprawnienia w zakresie eksploatacji kolei. Spółka zobowiązała się do świadczeń na rzecz przewozów pocztowych i wojskowych na tych samych zasadach, co PKP.
Wysokość potrzebnego kapitału wynosiła 351,5 mln zł. Podział kosztów przedstawiał się następująco:
- budowa magistrali wraz z obiektami inżynierskimi – 180 mln zł,
- nabycie taboru – 98 mln zł,
- oprocentowanie kapitału i fundusz obrotowy – 42 mln zł,
- zwrot kosztów już wykonanych robót – 31,5 mln zł.

Kapitał zakładowy spółki był niewielki, wynosił 15 mln franków francuskich, w tym udział strony polskiej – 7 mln franków. Spółka zobowiązała się zaciągnąć pożyczkę w banku francuskim, której rząd polski był tylko poręczycielem. Transakcja ta polegała na wyemitowaniu na rynku francuskim obligacji na sumę 1100 mln franków. Pierwszą ratę pożyczki w wysokości 400 mln franków zrealizowano w maju 1931 r. Następne dwie raty pożyczki nie doszły do skutku w przewidzianym terminie (do 1 maja 1932 r. – 300 mln franków i do 1 maja 1934 r. – 400 mln franków) z powodu niekorzystnego stanu rynku pieniężnego we Francji.
Uroczyste oddanie do użytku środkowego odcinka magistrali Karsznice – Inowrocław (156 km) nastąpiło 1 marca 1933 r. na stacji kolejowej Karsznice z udziałem ministra komunikacji, inż. Michała Butkiewicza. Połączone to było z rozpoczęciem tymczasowej eksploatacji tej linii, zaś normalny ruch na całej długości magistrali węglowej nastąpił dopiero w 1937 r.
Oddaniem magistrali do eksploatacji były zaniepokojone niemieckie i angielskie koła gospodarcze. W przypadku Niemiec zaniepokojenie wywołał fakt rozluźnienia więzi między polską częścią Górnego Śląska a portami niemieckimi oraz konkurencji magistrali w stosunku do kolei niemieckich, zwłaszcza w zakresie tranzytu.

#### Eksploatacja magistrali węglowej
Niezrealizowanie w określonym terminie drugiej raty pożyczki obligacyjnej uniemożliwiło Towarzystwu podjęcie w 1933 r. eksploatacji wymienionych w koncesji odcinków magistrali. Nie mogąc z braku funduszy zakupić taboru kolejowego, Towarzystwo oddało linię PKP do tymczasowej eksploatacji. Jednak w 1937 r. udało się spółce przeprowadzić dalsze emisje obligacji, a ponadto otrzymać pożyczkę od rządu francuskiego. Napływ kapitału umożliwił wybudowanie odnogi magistrali Siemkowice – Częstochowa oraz drugiego toru na odcinku Siemkowice – Karsznice (50 km). Odcinki te zostały oddane do użytku w kwietniu 1939 r. Towarzystwo przeprowadziło również wiele robót uzupełniających na węzłach i stacjach dawniej wykonanych oraz wybudowało warsztaty kolejowe w Karsznicach i Kapuściskach Małych k. Bydgoszczy.
Magistrala okazała się dochodową od samego początku jej użytkowania. Zyski osiągane z jej eksploatacji wykazywały stały wzrost, stanowiąc poważną pozycję w dochodach PKP. W 1937 r. węgiel stanowił około 60% ogółu przewozów magistralą, 20% stanowiły przewozy innych towarów, pozostałe 20% – przewozy towarów importowanych.
Eksploatacja magistrali węglowej przez PKP w latach 1933–1937:
| Rok  | Liczba przewiezionych towarów (mln tonokilometrów) | Przeciętna miesięczna (mln tono-km) | Zysk PKP z przewozu towarów magistralą (mln zł) |
| 1933 | 1470                                               | 147                                 | 1,0                                             |
| 1934 | 1894                                               | 157                                 | 5,0                                             |
| 1935 | 1968                                               | 164                                 | 7,4                                             |
| 1936 | 3672                                               | 306                                 | 17,6                                            |
| 1937 | 3888                                               | 324                                 | 18,0                                            |

Z dniem 1 stycznia 1938 r. magistrala przeszła pod zarząd i użytkowanie Francusko-Polskiego Towarzystwa Kolejowego. Spółka rozpoczęła eksploatację magistrali w korzystnych warunkach, gdyż pięcioletni okres użytkowania jej przez PKP doprowadził do usunięcia istniejących mankamentów i wytworzenia sprawnych struktur organizacyjnych. W zyskach kolei częściowo uczestniczył także skarb państwa, uzyskując środki z podatków: obrotowego i dochodowego (5,2 mln zł w 1938 r.) i dochodach z eksploatacji jako jeden z udziałowców (5,1 mln zł w 1938 r.). Według umowy z Towarzystwem, koncesja na eksploatację linii wygasała w 1975.

### Dane techniczne
Długość magistrali węglowej od Katowic do Gdyni wynosiła 552 km; była to najkrótsza trasa łącząca te dwa ośrodki. Długość nowo wybudowanych linii wynosiła natomiast 458 km. W jej skład weszły również istniejące już linie o długości 94 km: Inowrocław – Nowa Wieś Wielka i Katowice – Herby Nowe. Koszt budowy magistrali do momentu przejęcia przez Francusko-Polskie Towarzystwo Kolejowe wyniósł 141,7 mln zł, a po przejęciu przez Towarzystwo od maja 1931 do czerwca 1933 r. – 66 mln zł. Budowa magistrali w sposób całkowity nie została rozliczona do 1939 r. Prawdopodobny koszt budowy wraz z odnogą Siemkowice – Częstochowa wyniósł około 270 mln zł.
Prawie na całej swej długości magistrala była budowana jako linia jednotorowa, lecz torowiska, mosty, przepusty i wiadukty były przygotowane na założenie drugiego toru w przyszłości. Jedynie na odcinkach Siemkowice – Karsznice, Bydgoszcz Wschód – Maksymilianowo i Osowa – Gdynia (łączna długość 73 km) linia była od początku dwutorowa.
Cechą charakterystyczną magistrali było to, że miała ona na całej długości jednolity charakter pod względem technicznym i wyposażeniowym, co miało duże znaczenie dla sprawności ruchu. Charakteryzowała się łagodnymi wzniesieniami nie przekraczającymi 5‰, dużymi promieniami łuków, mocną nawierzchnią i nowoczesnym wyposażeniem. Jednak na końcowym odcinku magistrali Osowa – Gdynia nie udało się zmniejszyć spadku zjazdu z Wysoczyzny Kaszubskiej i wyniósł on miejscami około 10‰. W końcu 1930 r. w tym rejonie wykoleił się pociąg z węglem (koło Wielkiego Kacka). Celem zapobieżenia dalszym wypadkom zastosowano specjalne zabezpieczenia, polegające na obowiązkowym zatrzymywaniu się pociągów na stacji Osowa i Wielki Kack oraz sprowadzaniu pociągów z tych miejscowości dwiema lokomotywami do Gdyni, co znacznie jednak ograniczało szybkość ruchu. Magistrala wchodziła do Gdyni od strony zachodniej i przebiegała przez stację osobową, co utrudniało manewry pociągów kierowanych do portu, związane z segregowaniem i przegrupowywaniem wagonów na poszczególne nabrzeża, zgodnie z przeznaczeniem.
Magistrala przecinała rzeki: Wartę, Brdę i Wdę oraz bezkolizyjnie mniej ważne linie kolejowe. Łączyła się natomiast z kilkoma ważnymi liniami kolejowymi:
- linią Warszawa – Ostrów Wlkp. na stacji Zduńska Wola Karsznice,
- linią Kutno – Poznań na stacji Ponętów,
- linią Toruń – Poznań na stacji Inowrocław,
- linią Toruń – Bydgoszcz na stacji Kapuściska Małe (Bydgoszcz).

Na trasie zbudowano kilkanaście mostów według indywidualnych projektów oraz kilkadziesiąt różnej długości wiaduktów żelbetonowych w miejscach przecięcia magistrali z lokalnymi liniami kolejowymi. Najdroższy i najtrudniejszy do wykonania, choć nie najdłuższy na całej trasie okazał się most nad Brdą w Bydgoszczy z uwagi na trudne warunki terenowe.
Budowa magistrali i obiektów towarzyszących dała polskim inżynierom możliwość wykazania inwencji twórczej, powstały śmiałe projekty, zastosowano nową technologię i materiały. Stacje i mijanki zostały zaprojektowane w ten sposób, aby mogły przepuszczać najdłuższe pociągi.
Na całej długości magistrali wybudowano 33 stacje kolejowe według nowych projektów. W 1928 r. został opracowany przez inż. arch. B. Tatarczucha nowy typ budynku stacyjnego, który został zatwierdzony do realizacji przez Ministerstwo Komunikacji pod nazwą „typ Bydgoszcz-Gdynia”. Według tego projektu zrealizowano 11 budynków stacyjnych na północnym odcinku magistrali. Koszt budynku według kosztorysu obliczono na 107 tys. zł. Jego powierzchnia wynosiła 263 m², w tym około 160 m² stanowiła powierzchnia mieszkalna dla personelu obsługującego stację. W 1928 r. pracownik Zarządu Budowy Magistrali (A. Kozak) opracował nowy projekt, który został zatwierdzony do realizacji jako „typ II Herby-Inowrocław”, dla południowego odcinka magistrali. Koszt tego budynku stacyjnego był wyższy niż na trasie Bydgoszcz – Gdynia, ze względu na nieco większą kubaturę i wynosił około 120 tys. zł.
Z powodu stosunkowo wysokich kosztów budowy stacji, jak również ze względu na przepustowość linii obsługującej głównie pociągi towarowe (20 par pociągów towarowych i 2 pary pociągów osobowych na dobę) nie należało budować stacji w zbyt bliskich odległościach. Na magistrali znajdowały się one średnio co 13 km. Szybkość handlowa pociągów była ograniczona jednotorowością linii (mijanki) i wynosiła zaledwie 26 km/godz., natomiast szybkość techniczna – 45 km/godz. Po raz pierwszy w Polsce zbudowano na magistrali większą liczbę hydroforów niż wież ciśnień oraz parowozownie schodkowe zamiast dawnych wachlarzowych lub prostokątnych.
Budowa portu i miasta Gdyni oraz powiązanie ich z zapleczem nową linią kolejową, spowodowały rozbudowę stacji portowej, od której zależała sprawność obsługi i zdolność przepustowa nabrzeży. W latach 1927–1933 nastąpiło największe nasilenie robót kolejowych w węźle gdyńskim. Zbudowano wówczas wiele urządzeń, grup torów, kilka stacji rejonowych i dużą stację rozrządową, łączna długość torów stacyjnych w 1939 r. wynosiła 272 km. Na stacji Gdynia Port zainstalowano pierwszą w Polsce nastawnię przy górce rozrządowej z hamulcami torowymi mechanicznymi. W 1938 r. w Europie takich systemów hamulcowych było tylko 39. Stacja Gdynia Port mogła przyjąć w ciągu doby 60 par pociągów i przeładować 3600 wagonów.

#### Tabor kolejowy
Na trasie Śląsk – Gdynia kursowały głównie pociągi węglowe, składające się z węglarek dwuosiowych o ładowności 20 t. Były również eksploatowane węglarki o ładowności 30 t, czteroosiowe, typu amerykańskiego. Kursowały także pociągi zbiorcze: z wagonami typu platform, wagonami krytymi i specjalnymi, dwuosiowymi o ładowności 15–20 t i czteroosiowymi o ładowności 30–38 t. Liczba wagonów w pociągu wynosiła zwykle 40–70, z czego wynikała długość pociągu nie mogąca przekroczyć 750 m, gdyż do takiej długości były dostosowane tory mijankowe. Pociągi na magistrali były obsługiwane przez nową serię parowozów ciężkich typu „Ty” (głównie Ty23, a w końcu lat 30 też Ty37) o uciągu 1800–2000 t. Po wyładowaniu pociągi wracały na ogół z pustym przebiegiem na Śląsk. Ze względu na mały import towarów (złom żelazny, ruda) tylko część wagonów wracała z ładunkiem dla hut śląskich i tranzytem dla Czechosłowacji.

### Dyrekcja
Dyrekcja budowy magistrali miała początkowo swą siedzibę w Warszawie, a w 1926 r. została przeniesiona do Bydgoszczy. Podlegała ona wyłącznie Ministerstwu Komunikacji. Dyrektorem Zarządu Budowy Kolei Państwowych Herby – Inowrocław i Bydgoszcz – Gdynia był przez cały okres jej budowy inżynier kolejnictwa Józef Nowkuński. Odcinki magistrali początkowo podlegały administracyjnie dyrekcjom PKP, przez których tereny przebiegały. W 1936 r. wyłączono je spod zarządu poszczególnych dyrekcji PKP i utworzono samodzielny Zarząd Kolei Herby-Gdynia z siedzibą w Bydgoszczy.

### Znaczenie
Magistrala węglowa w okresie międzywojennym posiadała wielorakie znaczenie: gospodarcze, międzynarodowe, polityczne i militarne. Wśród czynników gospodarczych najistotniejszym była integracja Pomorza z uprzemysłowionymi okręgami Polski centralnej. W całkowitym obszarze ciążenia ku magistrali, obok okręgu górnośląskiego i dąbrowskiego, znalazły się również krakowski, łódzki, poznański i bydgoski. Jej powstanie wpłynęło na ożywienie wielu gałęzi przemysłu, umożliwiając szybki i tani przewóz surowców i półfabrykatów, co rzutowało na obniżenie kosztów produkcji. Magistrala przyśpieszyła skierowanie polskiego handlu zagranicznego z drogi lądowej na drogę morską, stwarzając jednocześnie korzystne warunki rozwoju portu gdyńskiego. Równocześnie zaistniało tu sprzężenie zwrotne między rozwojem przemysłu węglowego a rozwojem portu, w czym Śląsk był siłą napędową. Wysoka rentowność linii pozwoliła na obniżenie ceny polskiego węgla na rynkach zagranicznych, co miało znaczenie w walce o zbyt z konkurencyjnym węglem angielskim i niemieckim.
Umocniło to stanowisko Polski w stosunkach międzynarodowych, dając jej możliwość wpływu na układ stosunków gospodarczych na Bałtyku oraz utrzymania bezpośredniego kontaktu z rynkami zagranicznymi. Zwiększenie eksportu węgla miało duże znaczenie dla poprawy sytuacji gospodarczej kraju, gdyż surowiec ten był wówczas podstawowym produktem eksportowym, który w poważnym stopniu wpływał na bilans płatniczy Polski.
Magistrala węglowa posiadała również duże znaczenie tranzytowe, gdyż stanowiła najkrótsze połączenie z Bałtykiem dla państw południowo i środkowoeuropejskich (Czechosłowacji, Węgier, Rumunii i Jugosławii). W tranzycie ogólnym przez Gdynię i Gdańsk największy ilościowo udział miała Czechosłowacja, natomiast zupełnie nie korzystała z niego Szwecja. Jednakże udział tranzytu w ogólnych przewozach magistralą okazał się mniejszy od spodziewanego. Licząc w stosunku do przeładunków portowych Gdańska i Gdyni, tranzyt stanowił w 1937 r. tylko 8%. Przyczynami tego stanu rzeczy były oprócz konkurencji kolei niemieckich – brak dostatecznie rozgałęzionych połączeń Gdyni z innymi portami oraz niski poziom struktur organizacji portowej.
Magistrala węglowa posiadała znaczenie militarne, łącząc najkrótszą drogą dwa najbardziej zagrożone odcinki polskiej granicy zachodniej, będące ciągłym przedmiotem ataków rewizjonistów niemieckich. W świetle ówczesnych założeń Generalnego Inspektoratu Sił Zbrojnych, była linią rokadową frontu zachodniego. Wychodzono z założenia, że Śląsk oraz „korytarz pomorski” wraz z Gdynią i Helem są najbardziej zagrożone w razie wojny z Niemcami, a magistrala stanowiła najkrótsze połączenie tych regionów z pozostałą częścią kraju. Ułatwiać mogła w czasie wojny szybki przerzut wojsk oraz ewakuację taboru kolejowego z Pomorza, gdzie był on zgrupowany ze względu na koncentrację przewozów towarowych w portach morskich.
Znaczenie polityczne magistrali polegało na uniezależnieniu polskiego transportu od Rzeszy Niemieckiej. Budowa wykazała na przekór twierdzeniom rewizjonistów niemieckich, że „korytarz pomorski” nie był dla Polski kwestią prestiżu, lecz najżywotniejszym zagadnieniem umożliwiającym swobodny rozwój gospodarczy kraju przez zapewnienie nieskrępowanego dostępu do morza. Wydźwięk polityczny miało również zaangażowanie się kapitału francuskiego w budowę magistrali – przebiegającej przez tereny, których przynależność do Polski kwestionowała propaganda niemiecka – co skutecznie przeciwstawiało się politycznej działalności niemieckiej na forum międzynarodowym.

## Okres II wojny światowej
Po zajęciu Polski przez III Rzeszę, Niemcy skierowali transporty towarowe na dwutorową linię kolejową Bydgoszcz – Tczew – Gdańsk, straciła natomiast strategiczne znaczenie linia Bydgoszcz – Kościerzyna – Gdynia, pomijająca Gdańsk. W 1942 r. drugi tor otrzymał odcinek Sopot – Gdynia, a także rozbudowano magistralę między Zduńską Wolą, a Bydgoszczą.

## Magistrala węglowa w okresie powojennym
W okresie powojennym linia była nadal wykorzystywana do transportu węgla do portów Trójmiasta. Z uwagi na włączenie dawnego terytorium Wolnego Miasta Gdańska do Polski, linię od Bydgoszczy poprowadzono śladem linii kolejowej 131 przez Tczew. W latach 1965–1969 dokonano elektryfikacji całej magistrali węglowej od Tarnowskich Gór do Gdyni. W okresie powojennym magistrala należała do najważniejszych linii towarowych w kraju, na której notowano najwyższe potoki ładunków towarowych. Ważne było także jej znaczenie tranzytowe dla południowych sąsiadów Polski, zwłaszcza Czechosłowacji i Węgier.
Obecnie przedwojenna trasa magistrali węglowej pokrywa się z dwiema liniami kolejowymi:
- linią nr 131 – łączącą Chorzów z Tczewem (pierwotnie magistralą węglową określano jej odcinek od Chorzowa do Nowej Wsi Wielkiej, a jej kontynuacją była dzisiejsza linia kolejowa nr 201);
- linią nr 201 – dawna nazwa fragmentu magistrali węglowej na odcinku od Nowej Wsi Wielkiej przez Kościerzynę do Gdyni; jest to relikt dawnej magistrali węglowej, użytkowany nadal dla ruchu osobowego i lokalnego.